# Vauhallan
Vauhallan – miejscowość i gmina we Francji, w regionie Île-de-France, w departamencie Essonne.
Według danych na rok 1990 gminę zamieszkiwało 1795 osób, a gęstość zaludnienia wynosiła 537 osób/km² (wśród 1287 gmin regionu Île-de-France Vauhallan plasuje się na 505. miejscu pod względem liczby ludności, natomiast pod względem powierzchni na miejscu 798.).